# 卡斯特卢布兰库 (莫加多鲁)
卡斯特卢布兰库是葡萄牙布拉干萨区的一个堂区。总面积54.57平方公里，总人口540人，人口密度9.9人/平方公里。